# Wang Čchi
Wang Čchi (čínsky pchin-jinem Wáng Qí, znaky 王圻; 1529–1612) byl čínský spisovatel a encyklopedista mingské éry.

## Jména
Wang Čchi používal zdvořilostní jméno Jüan-chan (čínsky pchin-jinem Yuánhàn, znaky 元翰) a pseudonym Pchu-š’ (čínsky pchin-jinem Pǔshǐ, znaky 普始).

## Život a dílo

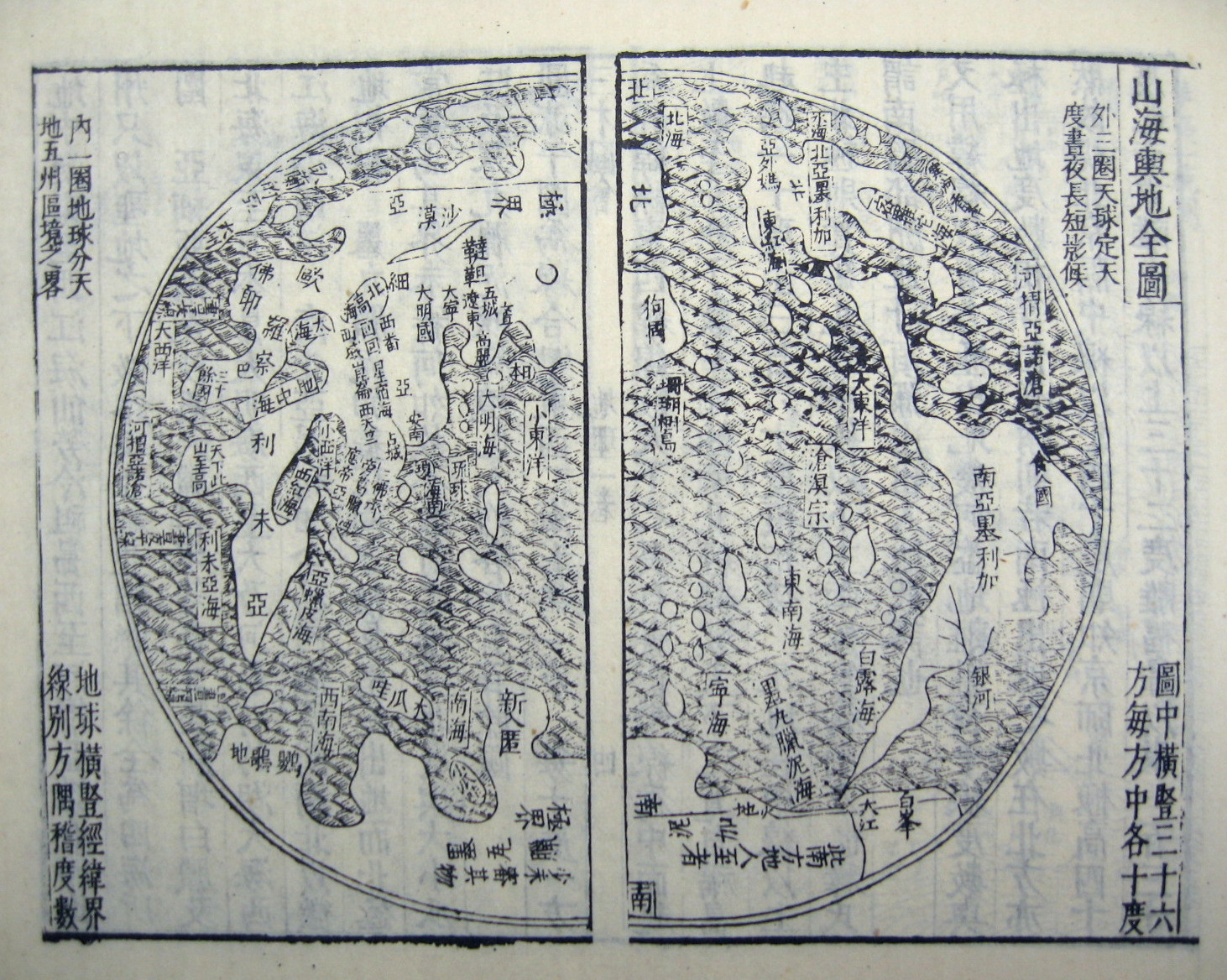
Mapa světa z encyklopedie San-cchaj tchu-chuej

Wang Čchi pocházel z okresu Ťia-ting (dnes část Šanghaje). Roku 1565 získal titul ťin-š’ po složení palácových zkoušek (nejvyššího stupně úřednických zkoušek v císařském paláci v Pekingu.
Jeho nejvýznamnějším dílem je encyklopedie San-cchaj tchu-chuej (三才圖會), doslova „Ilustrovaná encyklopedie tří mocí“ (míněny nebe, země a člověk). Encyklopedie byla vydána roku 1609. Dílo, rozdělené do 14 částí, se věnuje rozmanitým tématům, počínaje astronomií a slavnými osobnostmi, přes rituály a kulturní památky až po rostliny a zvířectvo.